# チチ (ドラゴンボール)
チチは、鳥山明の漫画『ドラゴンボール』および、それを原作とするアニメ『ドラゴンボール』『ドラゴンボールZ』『ドラゴンボールGT』『ドラゴンボール改』『ドラゴンボール超』に登場する架空のキャラクター。
初登場は原作では其十一、アニメでは『ドラゴンボール』第7話。タイトルは共に「フライパン山の牛魔王」。牛魔王の娘で、父同様の東北弁に似た訛った口調で喋る。

## 少女期から悟空との結婚まで
小さい頃、自分が住むフライパン山の火を消すべく亀仙人から芭蕉扇を借りるため、カメハウスに向かう途中で孫悟空に出会う（悟空たちより先にヤムチャやプーアルとも出会っている）。
髪型は少女期は下ろしており、青年期はポニーテール、成年時はシニヨンにしている。幼少時はマント（アニメでは緑色）が付いたブルーのビキニアーマーとピンクの手袋とブーツを着用し、ブーメランのように使用できるカッターが付き、額部分からビームが出せるピンクのヘルメットを被っている。自分を追っていた肉食恐竜を泣きじゃくりながらもカッターで斬首しビームで消滅させた姿を見て、ヤムチャとプーアルが唖然とした。
初対面の亀仙人に対しては本人かどうか確認しようと不意を付いてヘルメットのカッターを投げつけ、それを持っている木の杖でとっさに防御しようとした亀仙人の顔に深々と刺し、それを引き抜く際に土足で顔を踏みつけている（チチ自身に悪意はなく、詫びている）。そのため、自分の弟子の娘とはいえ亀仙人もいい印象は持っておらず、この時に「アイツ嫌い」と発言している。後年は彼女のことを「はねっかえり娘」と評している。攻撃的な一面も目立つが、根は清らかな心の持ち主で、筋斗雲に乗れる。本人いわく「おらの心は水洗便所みたいにきれい」。筋斗雲で悟空と共に飛行中、性別を調べるために股間を蹴られたことがきっかけで悟空に恋心を寄せるようになり、「嫁に貰う」約束を取り付け、それを信じて悟空のことを6年間も待ち続けたという一途な面を持つ。
しかし当の悟空はというと、彼女の思いに全然気づいていなかったばかりか「ヨメ」とは食べ物のことだとばかり思っていた。
結婚の約束から7年、チチは天下一武道会に「匿名希望」として出場し、悟空と対戦してようやく彼の過去の記憶を取り戻し、2人はそのまま晴れて結ばれることとなった。
アニメでは天下一武道会の後、数話に渡って夫婦の冒険が描かれており、牛魔王の城で結婚式を挙げてから新生活をスタートさせる。また、後にアニメ『ドラゴンボールZ』において「デートのことを知らない悟空に『恋人同士が好きなことをやるもの』と教えたが、勘違いした悟空が急に組み手を始め『正拳突き』が心に刻み込まれた」という、悟空との初デート時の様子を息子の悟飯に語る。
原作では最初に会ったときから天下一武道会まで悟空と再会する場面はないが、アニメでは幼少期に2度再会している。レッドリボン軍編第31話では祝言で悟空にあげる花をつんでいた際に再会するが、レッドリボン軍に襲われた牛魔王を助けた直後に悟空がドラゴンボールを探し求めに行ったためすぐに別れた。また、ピッコロ大魔王編第118話では牛魔王にピッコロ大魔王をやっつけて欲しいと言い、無理だと言われるが悟空ならきっとやっつけてくれると信じた。第119話ではピッコロ大魔王の命令で牛魔王の抹殺に来た軍隊に抵抗している際に、キングキャッスルに向かう途中だった悟空に助けられる形で再会する。第123話で謎の人物がピッコロ大魔王が倒したと世界中に報じられた際には彼が倒したのだと信じていた。原作では、天下一武道会の最中に悟空たちの会話で悟空がピッコロ大魔王を倒したことを知り、驚いている。
幼少期から一貫して悟空のことを「悟空さ」と呼ぶ。父である牛魔王のことは「おとう」と呼んでいる。
少女時代から成長するまでの数年間に、女性武道家として牛魔王の亀仙流を基本とした修行をこなす。その結果、天下一武道会本戦に出場できるほどの強さを体得した（後述）。

## 悟飯誕生後
長男の悟飯誕生後より「教育ママ」へと豹変する。悟空や悟飯、のちに身籠る孫悟天などの家族はもちろん、他の地球の戦士も頭が上がらない存在になり、ピッコロに「超サイヤ人（悟空）にも弱点があったか」と言われている。また、頭髪が金色になる超サイヤ人を「不良」と毛嫌いしている。当初は恐れられていたピッコロも、アニメでは仲間となってからは口論で押されることが何度かあり、彼女のことを「侮れん」と評した。クリリンら他の仲間も、母親となってからの変貌ぶりに呆気に取られていた。
サイヤ人編ではベジータ戦で重傷を負った悟空に頓着せず悟飯だけを心配し、さらに「悟空のせいで悟飯がひどい目にあった」と悟空よりも悟飯を優先する発言をしており、「オラは地球のことより悟飯の将来のほうが大事だ」と息子に一途だったため、ヤジロベーに呆れられ、ピッコロまで侮辱したことで堪えきれなかった悟飯に怒鳴りつけられショックを受けていた。しかし悟空が復活するまでの入院期間中は悟空にずっと付き添っており、アニメ版では表面上は冷たくしながらもひそかに夫へのセーターを編んでいた。結婚後は基本的にヒステリックな言動が一貫してはいるものの、人造人間編ではトランクスに悟空の命を救ってくれたことについて礼を述べるなど穏やかな面も持つ。3年間の修行終了後、ピッコロのことを「ピッコロさ（たまに「ピッコロ」と呼び捨て）」と呼び、弁当も用意した様子で寛容な態度を見せるようになっている。セル編において悟空は生きてチチのもとへ帰れないことを詫びる遺言を悟飯に託し死亡、この時すでにチチは次男の悟天を身籠っていた。セルゲーム後、悟飯の前で泣き崩れ、また、魔人ブウ編の序盤では悟空があの世からやってくるのを知ると自身が老けたことを気にしつつ悟空に会えることを喜ぶなど、悟空への愛情をうかがわせる場面も描かれている。
悟飯を教育する際には勉強や嗜み第一であり、武術を嫌っていた。アニメではセルゲーム終了まで、原作以上に一貫して頑なな教育ママとしての姿が描かれ、特に悟飯のためを思ってとはいえ、トランクスを除いた悟空の仲間たちまで「悟飯の勉強を邪魔する不良仲間」として毛嫌いするような発言をとることがあった。しかし、人造人間編で悟空が悟飯を鍛えることをチチに言った際には「止めても無駄」と諦め気味に「どうせ鍛えるならうんと強くしてくれ」と言っている。セル編で悟空が死亡してからは悟天に自ら組み手を教えるなど武術も身につけさせ、悟飯に対しても「天下一武道会のための休学」を許可した。もっともこれは父親の牛魔王の財産がなくなりかけているという事情からでもある。悟天のことは比較的自由に育てているのに対し、悟飯に対しては青年になってもやや過保護な部分があるようで、ビーデルが初めて来た時はデートの誘いではないかと疑い「（悟飯に）エッチなことするんじゃねぇぞ」と言ってビーデルを怒らせている。ただし、ビーデルが金持ちの娘と分かるとあっさり交際を許し、早く結婚するように促す調子のいい面も見せた。また劇場版アニメの『ドラゴンボールZ 銀河ギリギリ!!ぶっちぎりの凄い奴』では勉強に勤しんでいる悟飯に「たまには身体を動かして欲しい」と武道大会に出場させている。
劇中では魔人ブウによって1回のみ死を迎えている。アニメ版ではブルマとビーデルと共に天国でダーブラと出会い、協力して悟飯を探し回るシーンが描かれており、その後ナメック星のドラゴンボールにより生き返った後は悟飯や悟天たちと再会したシーンが追加されている。また、老界王神の命を譲り受けて再び蘇生した悟空とも再会を果たし涙を流していた。

## プロフィール
- 誕生年：エイジ737[4]11月5日[注 4][5]
- 身長：156cm[注 4][5]→163cm（成人時）[4]
- 体重：40kg[注 4][5]→50kg（成人時）[4]
- 血液型：AB型[5]
- 趣味:農作業、悟飯の教育[4]
- 好きな食べ物:中華ちまき[4]
- 好きな乗り物:トラクター[4]

## 軌跡
- エイジ737 - 誕生。
- エイジ739 - 2歳。牛魔王にピクニックに連れて行かれた際、城がある涼景山が燃え出し、帰れなくなる。この際、山の名称がフライパン山に変更される。
- エイジ749 - 12歳。亀仙人に芭蕉扇を借りに行く途中で悟空と出会う。性別を確かめようとした悟空に股間を蹴られたことで嫁に行くことを決意し、約束を取り付ける。
- エイジ756 - 19歳。一向に迎えに来なかった悟空に痺れを切らし、名前を隠して第23回天下一武道会に「匿名希望」という選手名義で参加。予選を勝ち抜き本選に進出するが、1回戦で悟空に完敗する。試合終了後、約束を思い出した悟空とあっさり結婚[注 5]、大会終了後に2人で旅に出る。
- エイジ757 - 20歳。孫悟飯を出産。
- エイジ761 - 24歳。カメハウスに遊びに行ったきり、帰ってこない夫子を牛魔王と共に迎えに行くが、悟空はラディッツとの戦いで戦死し、悟飯はピッコロに連れ去られたことを亀仙人たちから知らされる。
- エイジ762 - 25歳。サイヤ人との戦いがもうすぐ終わることから、亀仙人たちと共に飛行艇に乗り、悟空たちの下に赴く。悟空に目もくれず悟飯だけを心配する姿には、クリリンからは呆れられヤジロベーからは反感を買われた。悟飯がナメック星行きを志願した際には、勉強のことも持ち出して猛反対するも、その際にピッコロのことを侮辱する発言をしたため、逆に悟飯の怒りを買い、決意の固さを知って了承する。
- エイジ764 - 27歳。宇宙から帰還した悟空から「人造人間との戦いに悟飯も参加させてほしい」と頼まれて猛反対するも、悟空に誤ってぶっ飛ばされた後、渋々承諾した[注 6]。
- エイジ767 - 30歳。心臓病が治った後の悟空の頼みで悟飯の修業も承諾し、戦いが終わった後に悟空には働いてもらうことも約束させた。セルとの戦いで悟空が亡くなった後、孫悟天を出産。
- エイジ774 - 37歳。魔人ブウ（無邪気）に悟飯を殺されたため（実際は生きている）、トランクスたちとの対決待ちをしていたブウ（悪）をひっぱたき、怒りをぶつけるという向こう見ずな行動に出てしまい、その結果卵にされ潰されて死亡する。その後ドラゴンボールにより生き返る。
- エイジ776 - 39歳。孫悟空と共に農業に従事する。
- エイジ778 - 41歳。ブルマの誕生会に参加。悟飯がグレートサイヤマンに扮して余興を行っていたときにビーデルを負傷[注 7]させたため、しばらくの間禁酒令を出した。

## 武道家としてのチチ
父親・牛魔王譲りの武道の達人。戦闘力は130。第23回天下一武道会に出場した際に、観戦していた亀仙人から「かなりの達人」と評されている。しかし、悟空との結婚後は典型的な教育ママとなり、「武術は必要ない。これからは勉強の時代」という方針に変わる。
アニメオリジナルや劇場版では、原作やアニメでは無かった悪役との戦闘経験がある。
サイヤ人戦以降は戦闘描写が無く、レベルアップを果たした描写もない。アニメでは、腕が鈍らないように密かに亀仙流の基礎鍛錬を続けていたと語っており、組み手において悟天を圧倒するなど、武芸の健在を見せた。原作やアニメの本編では気功波の類を使用するシーンもなく、舞空術も使用できないが、後述のようにゲーム版では気功波を使用している作品もある。

## 技
原作では技名は付いていない。
ヘルメットからのカッター投げ&ビーム光線 / カッター投げ
子供時代に使用。ヘルメットに付いたカッターを相手に向かって投げ、とどめに額から光線を放つ。カッターはブーメランのように自分のもとに戻ってくる。
亀仙流上段蹴り
亀仙流の蹴り技で、名称はカードダスから。天下一武道会予選の決勝でこの技が本選出場の決定打となった。アニメ版では、予選の1回戦で対戦相手の多様な連続攻撃を全て封じて、この蹴り技1撃のみで圧勝した。本戦でも悟空に試合開始早々繰り出すが、紙一重で避けられた。
気功スラッガー
ゲーム『超ドラゴンボールZ』で使用。両手を頭上にかざし、気を集中させて繰り出すチチ独自のカッターのような形のエネルギー弾。敵に当たらなければブーメランのように戻ってくる。自由に遠隔操作が可能だが、早いため操作が難しい。クリリンやピッコロが使ったエネルギー波（弾）同様に敵を自動的に追尾する。
超気功スラッガー
ゲーム『超ドラゴンボールZ』で使用。「気功スラッガー」のエネルギー弾が通常よりもさらに巨大になり、威力が非常に高い技と化している。他の効果は「気功スラッガー」と全く同じ。

## 家系図
| バーダック | バーダック | バーダック | バーダック | バーダック | バーダック |            |            | ギネ       | ギネ       | ギネ | ギネ | ギネ | ギネ |  |  | 孫悟飯 （育ての親）   | 孫悟飯 （育ての親）   | 孫悟飯 （育ての親）   | 孫悟飯 （育ての親）   | 孫悟飯 （育ての親）   | 孫悟飯 （育ての親）   |  |  | 牛魔王 | 牛魔王 | 牛魔王 | 牛魔王 | 牛魔王 | 牛魔王 |  |  | ミスター・サタン | ミスター・サタン | ミスター・サタン | ミスター・サタン | ミスター・サタン | ミスター・サタン |          |          | ミゲル   | ミゲル   | ミゲル | ミゲル | ミゲル | ミゲル |  |  |  |  |
| バーダック | バーダック | バーダック | バーダック | バーダック | バーダック |            |            | ギネ       | ギネ       | ギネ | ギネ | ギネ | ギネ |  |  | 孫悟飯 （育ての親）   | 孫悟飯 （育ての親）   | 孫悟飯 （育ての親）   | 孫悟飯 （育ての親）   | 孫悟飯 （育ての親）   | 孫悟飯 （育ての親）   |  |  | 牛魔王 | 牛魔王 | 牛魔王 | 牛魔王 | 牛魔王 | 牛魔王 |  |  | ミスター・サタン | ミスター・サタン | ミスター・サタン | ミスター・サタン | ミスター・サタン | ミスター・サタン |          |          | ミゲル   | ミゲル   | ミゲル | ミゲル | ミゲル | ミゲル |  |  |  |  |
|            |            |            |            |            |            |            |            |            |            |      |      |      |      |  |  |                       |                       |                       |                       |                       |                       |  |  |        |        |        |        |        |        |  |  |                  |                  |                  |                  |                  |                  |          |          |          |          |        |        |        |        |  |  |  |  |
|            |            |            |            |            |            |            |            |            |            |      |      |      |      |  |  |                       |                       |                       |                       |                       |                       |  |  |        |        |        |        |        |        |  |  |                  |                  |                  |                  |                  |                  |          |          |          |          |        |        |        |        |  |  |  |  |
|            |            |            |            | ラディッツ | ラディッツ | ラディッツ | ラディッツ | ラディッツ | ラディッツ |      |      |      |      |  |  | 孫悟空 （カカロット） | 孫悟空 （カカロット） | 孫悟空 （カカロット） | 孫悟空 （カカロット） | 孫悟空 （カカロット） | 孫悟空 （カカロット） |  |  | チチ   | チチ   | チチ   | チチ   | チチ   | チチ   |  |  |                  |                  |                  |                  |                  |                  |          |          |          |          |        |        |        |        |  |  |  |  |
|            |            |            |            | ラディッツ | ラディッツ | ラディッツ | ラディッツ | ラディッツ | ラディッツ |      |      |      |      |  |  | 孫悟空 （カカロット） | 孫悟空 （カカロット） | 孫悟空 （カカロット） | 孫悟空 （カカロット） | 孫悟空 （カカロット） | 孫悟空 （カカロット） |  |  | チチ   | チチ   | チチ   | チチ   | チチ   | チチ   |  |  |                  |                  |                  |                  |                  |                  |          |          |          |          |        |        |        |        |  |  |  |  |
|            |            |            |            |            |            |            |            |            |            |      |      |      |      |  |  |                       |                       |                       |                       |                       |                       |  |  |        |        |        |        |        |        |  |  |                  |                  |                  |                  |                  |                  |          |          |          |          |        |        |        |        |  |  |  |  |
|            |            |            |            |            |            |            |            |            |            |      |      |      |      |  |  | 孫悟飯                | 孫悟飯                | 孫悟飯                | 孫悟飯                | 孫悟飯                | 孫悟飯                |  |  | 孫悟天 | 孫悟天 | 孫悟天 | 孫悟天 | 孫悟天 | 孫悟天 |  |  |                  |                  |                  |                  | ビーデル         | ビーデル         | ビーデル | ビーデル | ビーデル | ビーデル |        |        |        |        |  |  |  |  |
|            |            |            |            |            |            |            |            |            |            |      |      |      |      |  |  | 孫悟飯                | 孫悟飯                | 孫悟飯                | 孫悟飯                | 孫悟飯                | 孫悟飯                |  |  | 孫悟天 | 孫悟天 | 孫悟天 | 孫悟天 | 孫悟天 | 孫悟天 |  |  |                  |                  |                  |                  | ビーデル         | ビーデル         | ビーデル | ビーデル | ビーデル | ビーデル |        |        |        |        |  |  |  |  |
|            |            |            |            |            |            |            |            |            |            |      |      |      |      |  |  |                       |                       |                       |                       |                       |                       |  |  |        |        |        |        |        |        |  |  |                  |                  |                  |                  |                  |                  |          |          |          |          |        |        |        |        |  |  |  |  |
|            |            |            |            |            |            |            |            |            |            |      |      |      |      |  |  |                       |                       |                       |                       |                       |                       |  |  |        |        |        |        |        |        |  |  |                  |                  |                  |                  |                  |                  |          |          |          |          |        |        |        |        |  |  |  |  |
|            |            |            |            |            |            |            |            |            |            |      |      |      |      |  |  |                       |                       |                       |                       | パン                  |                       |  |  |        |        |        |        |        |        |  |  |                  |                  |                  |                  |                  |                  |          |          |          |          |        |        |        |        |  |  |  |  |
|            |            |            |            |            |            |            |            |            |            |      |      |      |      |  |  |                       |                       |                       |                       |                       |                       |  |  |        |        |        |        |        |        |  |  |                  |                  |                  |                  |                  |                  |          |          |          |          |        |        |        |        |  |  |  |  |
|            |            |            |            |            |            |            |            |            |            |      |      |      |      |  |  |                       |                       |                       |                       | 3代不明               |                       |  |  |        |        |        |        |        |        |  |  |                  |                  |                  |                  |                  |                  |          |          |          |          |        |        |        |        |  |  |  |  |
|            |            |            |            |            |            |            |            |            |            |      |      |      |      |  |  |                       |                       |                       |                       |                       |                       |  |  |        |        |        |        |        |        |  |  |                  |                  |                  |                  |                  |                  |          |          |          |          |        |        |        |        |  |  |  |  |
|            |            |            |            |            |            |            |            |            |            |      |      |      |      |  |  |                       |                       |                       |                       | 孫悟空Jr.             |                       |  |  |        |        |        |        |        |        |  |  |                  |                  |                  |                  |                  |                  |          |          |          |          |        |        |        |        |  |  |  |  |

## キャスト
声優
- 荘真由美（元祖、Z第1話 - 第66話）
- 渡辺菜生子（Z第88話以降の関連作品）
- 加隈亜衣（『DAIMA』・ミニ形態）
- 小清水亜美（実写映画『DRAGONBALL EVOLUTION』日本語吹替）

俳優
- ジェイミー・チャン（実写映画『DRAGONBALL EVOLUTION』）

初代声優の荘は、妊娠による出産と育児休業のため、1990年末をもって降板。後任には、それ以前からプーアル役で番組に参加していた渡辺菜生子が起用され、1991年3月公開の劇場版第7作目『超サイヤ人だ孫悟空』から荘と交代。テレビ版では4月放送分だった『ドラゴンボールZ』第88話から、同シリーズの終了までチチ役を務めた。
荘は後に声優業に復帰しており、2003年発売のPlayStation 2用ソフト『ドラゴンボールZ』では、約13年ぶりにチチ役に復帰した。
2006年以降は、荘が所属事務所の経営業務に専念するため第一線を退いたため、再び渡辺がメインで担当することとなった。『ドラゴンボールZ』のデジタルリマスター・再編集版である『ドラゴンボール改』では、荘が担当していたパートを渡辺で録り直されている。

## ドラゴンボール超でのチチ
魔人ブウとの闘いが終わり、数年後に悟飯とビーデルが結婚した頃にはかねてからの約束通り悟空を働かせている。親戚関係になったサタンから、世界平和大賞を受賞した際に受け取った1億ゼニーが悟空に譲られ、そのお金を受け取ると、北の界王のもとに修行に行きたいという悟空にあっさり許可を出す。金の使い道にはまず悟天の教育費を挙げており、原作や以前のアニメでは見られなかった悟天への教育ママぶりが表れている。なお、一億ゼニーは結局は使われずチチが管理しているとのことだが、当初は悟空に対して使い切ってしまったと嘘を言っていた。これは、金があると悟空がまた働かない可能性があるからとのこと。さらに、孫のパンが生まれたため、悟空に立派な祖父になるように働くように言う場面も度々ある。
パンを抱きかかえたまま後方へ高いジャンプをして後方のソファーの上にバランスよく着地するなど、武道家時代の能力の健在ぶりも見せている。また、悟飯夫婦の家に世話になっているんだからとピッコロもチチに頭が上がらない部分がある。
破壊神シャンパ編では、第6宇宙の戦士フロストと悟空が試合した際に、悟空が場外に落とされて敗れると、悟空の身を案じて周囲の目も憚らず一目散に悟空に駆け寄って抱きしめた。その際は試合会場のドームの高い上空の観客席から、軽やかかつ高いジャンプ力と鮮やかな着地を2回に渡り見せており、ここでも現役武道家時代と変わらぬ能力を披露した。悟空を破ったフロストに敵意を持った眼差しで睨んだ。
“未来”トランクス編では、ゴクウブラックが生まれた並行世界においては、悟空と体を入れ替えたザマスに悟天共々殺害されている。

## ドラゴンボールGTでのチチ
究極のドラゴンボールで小さくなった悟空に、自分と見た目の年齢がさらに開いてしまったこと（ただでさえサイヤ人である悟空は老化がチチより遅い。このことで若い娘との浮気を疑う発言もあった）を嘆くものの、結局「小さくなっても悟空は悟空」と了承する。ただし、上記の『ドラゴンボールZ』での鍛錬をこの時期にいたってもなお継続していた影響で、体力面の衰えはほとんど無く、若い時代の戦闘レベルを維持できている。
さらに皆を恐れさせる強い態度までも健在で、「口が悪い」という理由で悟天に寄生したベビーを黙らせている。息子の妻であるビーデルとの仲は良好で、ビーデルもチチを「お義母さん」と呼んで慕っている。
第27話ではベビーに洗脳される。ベビーに洗脳されている間は無表情になっていることが多く、悟飯や悟天に悟空を殺させようとした。ツフル星移住後もビーデルと行動を共にし、大猿ベビーに気功波を放たれた時に悟空に救出されている。また、第30話で悟空が落ちたスゴロク空間では看護師服を着た姿で登場し巨大注射器で悟空の尻を刺した。
孫家で食事会をした際にはその料理の腕を存分に発揮し、ブルマやブラにもうまいといわせるほどである。料理はパオズザウルス、七色イボガエルのから揚げ、ムカデうなぎのスープなど見た目はゲテモノであるが、悟飯の話によるとパオズ山でしか取れない食材ばかりとのこと。ブルマやブラは食材の正体を知ると顔を引き攣らせたが、孫家で暮らすビーデルやパンもこれらの料理を気にせずに食べている。
一星龍と戦いに行く悟飯や悟天を見送る際は止めようとする発言はせず「やるがいい、みんな孫悟空の息子だから」と察していた。また、最終回で神龍と共に旅立つ悟空に、夕飯までには帰って来るようにと呼びかける。これが作中で夫に向けた最後の言葉となる。

## テーマソング
初恋は雲にのって
歌：山野さと子 / 作詞：森由里子 / 作曲：いけたけし / 編曲：田中公平
チチの悟空に対する恋心を筋斗雲に絡めて歌ったもの。幼少期に、アニメオリジナルにおけるレッドリボン軍編の中で、軍と戦う前の悟空とチチが再会した際に使用された。
ママは幸せ祈ってる
歌：Waffle / セリフ：チチ（荘真由美） / 作詞：森雪之丞 / 作曲：清岡千穂 / 編曲：山本健司
悟空やピッコロの元で修行ばかりしている悟飯を心配し、勉強を促す内容。
心から濡れた二人
歌：野沢雅子（孫悟飯）、荘真由美（チチ） / 作詞：佐藤大 / 作曲・編曲：藤原いくろう
前述した悟空への不満の一環を歌ったもの。
イ・ケ・ナ・イ うららマジック
歌：野沢雅子（孫悟飯）、渡辺菜生子（チチ） / 作詞：佐藤大 / 作曲・編曲：藤原いくろう
「心から濡れた二人」同様、悟空への不満を歌ったもの。
永遠の地球
歌：Waffle / 作詞：森雪之丞 / 作曲：清岡千穂 / 編曲：山本健司
チチの悟空に対する想いを地球に託した正統派のイメージソング。

## ゲームでの登場
ゲームでの初登場は『ドラゴンボール 神龍の謎』。『ドラゴンボール3 悟空伝』では物語が進むと成長した姿で登場し結婚式のイベントがあるが、ワンダースワン版ではシナリオが原作通りに修正されたため、天下一武道会に追加キャラクターとして登場。
『ドラゴンボールZ 強襲!サイヤ人』『ドラゴンボールZ 超サイヤ伝説』ではお助けカードとしても登場。カードの流派を「必」に変えることができる。『強襲!サイヤ人』では、天下一武道会モードで隠れキャラクターとして登場。ゲーム画面上では、本編では見せなかった舞空術を使い自在に空を飛びながら戦う。『ドラゴンボールZIII 烈戦人造人間』では修行場に現れ、終始怒鳴りつけているような表情で挑んでくる。
『超ドラゴンボールZ』ではプレイヤーキャラクターとして登場。外見は原作カラーの天下一武道会出場時の道着姿で、如意棒や芭蕉扇、筋斗雲などの道具を使って戦う。幼少期に着用していたビキニ型アーマーにコスチューム変更が可能。継承スキルモードでは、条件次第で他キャラクターの技も習得できる。
『ドラゴンボールZ Sparking!METEOR』には少女期の姿で操作可能。大人の姿はキャラクター図鑑の紹介に登場する。孫悟空（GT）との対話シーンでのみ、チチも少女時代の姿に若返ったことになっている設定が判明する。なお、大人になった悟空と対決させると、悟空は「この頃は可愛かったのに」と言い、勝利後に「何でああなっちまったんだろ」と発言する。青年悟飯は勝利後に「今も昔も変わらない」と発言する。またフリーザ一味の雑兵を見て「こいつらてえした強さじゃねえだ。おらでも充分勝てるだよ」と言い切るシーンがある。
PlayStation Portable専用ソフト『DRAGONBALL EVOLUTION』では「チチ・マクロバーツ」というフルネームが設定されている（映画『DRAGONBALL EVOLUTION』ではフルネームは付いておらず、同作のゲーム版、小説版にのみ存在する設定）。

## その他・補足事項
名前の由来は「乳」から。鳥山いわく、牛魔王の娘なので牛に関係したもので女の子っぽい名前にした。天下一武道会での再登場時、担当編集の鳥嶋和彦がすぐ悟空とのラブコメを提案しそうだったため、恋愛話が苦手な鳥山はあっさり結婚させた。鳥山はチチが苦手なキャラクターであり、途中から「もう描きたくないなあ」と思い始めて自分自身に対する当て付けのような感じで「悟空と結婚させたら絶対描かないといけなくなる。だから結婚させてしまえ」と自虐的に描いていた。チチが少々嫌な性格になったことについては、悟空が無職で牛魔王の財産を食い潰して生活しているせいで口うるさくなったのかもしれないと語っている。
武道以外の特技として料理上手な面があり、ビーデルいわく家で雇っているコックよりも美味しいとのこと。アニメでは悟空や悟飯も「家に帰ってお母さん（チチ）の手料理が食べたい」と発言している。
原作・アニメ共に母親については、チチの誕生後間もなくして他界したため、詳しくは描写されていない。アニメでは再建された牛魔王の城に「悪魔の帝王」と呼ばれていた頃の牛魔王の肖像画があり、赤ん坊のチチを抱えた母の姿も描かれていた。チチ同様に長く髪を伸ばした道着姿だが、顔は画面には映されなかった。さらにアニメでは、占いババ、亀仙人、孫悟飯 (孫悟空の育ての親)らとも面識があった描写がある。
アニメでは亀仙人に服の上からパフパフされたり、尻を触られるなど、セクハラされるお色気的シーンが数回描かれた。
セル編以前の劇場版では悟飯がキャンプに行くことやお花見に行くことなどには激しく反対しておらず、子供として遊ぶことには寛容である。
悟空の死で大きく変化している。セル編以降では悟飯と悟天の武術に対しては比較的寛容的になり、悟天に対しては武術を教え込んでいる。一方でパラレルワールドのアナザーストーリー『ドラゴンボールZ 絶望への反抗!!残された超戦士・悟飯とトランクス』では悟空の病死ですっかり元気をなくしてパオズ山の自宅で牛魔王と細々と暮らしている。アニメではこれ以降の動向は描かれないが、このエピソードを基にしたゲーム『ドラゴンボールZ カカロット』のDLC「TRUNKS- 希望の戦士」では、悟飯の死から3年後の場面にも登場し、パオズ山の自宅へやって来たトランクスを迎えている。トランクスとは親しい様子で、彼の姿に悟飯の面影を感じている。エンディングでは、トランクスから人造人間とセルを倒したことを告げられ、牛魔王と共に喜んでいる。
『アニメージュ』が主催する人気投票によるアニメグランプリの女性キャラクター部門で、1989年に『ドラゴンボール』の女性キャラクターとして19位にランクインしている。
ナメック星編の時期に行われた鳥山明の漫画全般を対象にしたキャラクター人気投票では第13位にランクインしている。